# Sphenomorphus tetradactylus
Espèce
Synonymes
- Leptoseps tetradactylus Darevsky & Orlov, 2005

Sphenomorphus tetradactylus est une espèce de sauriens de la famille des Scincidae.

## Répartition
Cette espèce est endémique de la province de Quảng Bình au Viêt Nam.

## Publication originale
- Darevsky & Orlov, 2005 : New species of limb-reduced lygosomine skink genus Leptoseps Greer, 1997 (Sauria, Scincidae) from Vietnam. Russian Journal of Herpetology, vol. 12, no 1, p. 65-68.